# St. Gangolf (Windsfeld)

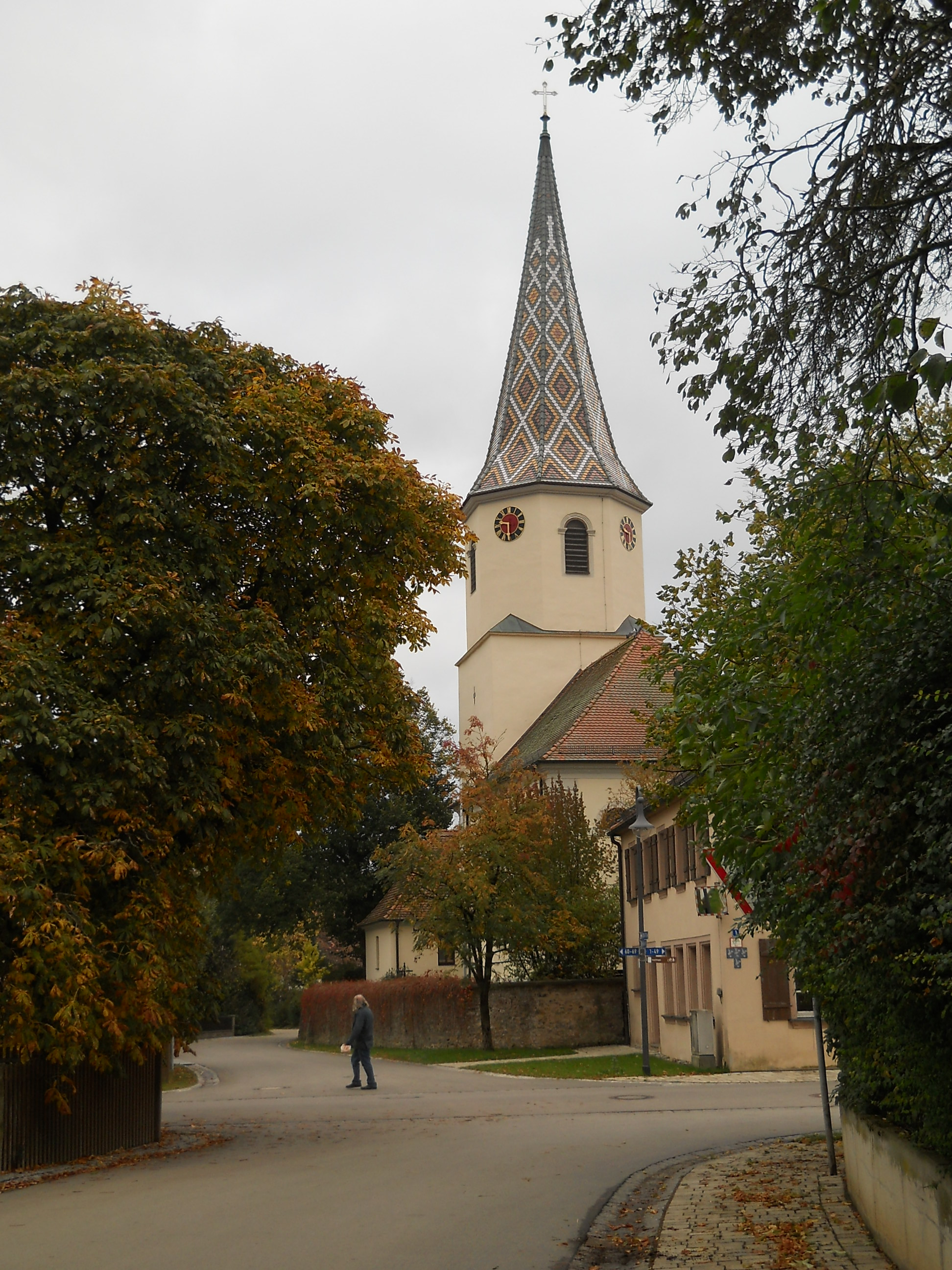
St. Gangolf

Die St.-Gangolf-Kirche ist eine evangelisch-lutherische Kirche in Windsfeld, einem Gemeindeteil von Dittenheim im mittelfränkischen Landkreis Weißenburg-Gunzenhausen. Sie ist neben der Kirche in Dittenheim eine der beiden Pfarrkirchen der Kirchengemeinde Dittenheim-Windsfeld im Evangelisch-Lutherischen Dekanat Gunzenhausen. Die Kirche ist unter der Denkmalnummer D-5-77-122-41 als Baudenkmal in die Bayerische Denkmalliste eingetragen.

## Lage und Beschreibung
Die Kirche mit der postalischen Adresse Windsfeld 50 befindet sich an einer Kreuzung im Ortskern Windsfelds auf einer Höhe von 415 Metern über NHN. Die Kirche wird vom Friedhof Windsfeld umnrahmt.
Die im Kern aus dem 15. Jahrhundert stammende Chorturmkirche hat einen oktogonalen Kirchturm, der 1718 erhöht wurde. Der Spitzhelm trägt buntglasierte Ziegel.
Das Langhaus wurde 1823 neu errichtet und am 26. Oktober 1823 geweiht. 1980 erfolgten umfassende Renovierungen.
Im Chorraum befinden sich ein spätgotisches Kreuzrippengewölbe, eine Tabernakelnische mit Holzschrein und einige Epitaphe aus dem 17. und 18. Jahrhundert.